# 竹之下仁吾
竹之下 仁吾（たけのした じんご、2004年6月11日 - ）は、日本のラグビーユニオン選手。

## プロフィール
- 大阪府出身[1]。
- ポジションはウィング(WTB)、フルバック(FB)。
- 身長 180cm、体重 86kg
- 弟の誠仁もラグビー選手[2](現・帝京大学)。
- U20日本代表に選ばれたことがある[3]。
- U23日本代表に選ばれたことがある[4]。

## 略歴
5歳からラグビーを始めた。
2023年、報徳学園高校卒業後、明治大学に入る。なお報徳学園高校時代、高校日本代表に選ばれたことがある。
2025年、日本代表合宿に召集された。